# Ariane Van Ghelue

a Compétitions nationales et continentales officielles uniquement.

Dernière mise à jour le 22 juin 2023.
Ariane Van Ghelue, née le 29 juillet 1992, est une joueuse française de rugby à XV évoluant au poste de deuxième ou troisième ligne au Stade bordelais.
Elle contribue aux deux titres de championnes de France Élite 1 remportés par son équipe en 2023 et 2024.
Depuis le novembre 2024, elle est vice-présidente de la Fédération française de rugby chargé du haut-niveau féminin.

## Biographie
Ariane Van Ghelue, originaire de Seine-Saint-Denis ou de Bordeaux, naît le 29 juillet 1992,[source insuffisante]. Elle débute le rugby à XV en 2010, au Stade bordelais, équipe qu’elle quitte en 2016 pour l’AC Bobigny 93 où elle joue jusqu’en 2022 — à l’exception d’un bref passage au Racing Nanterre Rugby pour la saison 2017-2018.
De retour au Stade bordelais, elle participe à la victoire du club au Championnat de France Élite 1 2022-2023, en jouant plusieurs des matchs de la phase de qualification. En 2024 elle contribue à la reconquête du titre par le Stade bordelais après avoir participé à douze des treize rencontres du championnat 2023-2024, dont les trois matchs de la phase finale.
Ariane Van Ghelue est titulaire de deux Masters. Après un CDD en alternance en 2017 elle est recrutée en CDI dans un grand groupe d’assurances. Elle est en 2022 cadre, chargée d’analyser les aspects environnementaux, sociaux et de gouvernance d’investissements financiers ; elle  bénéficie d’un aménagement de son temps de travail qui lui permet de se consacrer en parallèle à sa carrière sportive. Ce dispositif, mis en place avec son employeur et l’AC Bobigny 93, est reconduit avec le Stade bordelais.
En 2024, elle est candidate pour intégrer le comité directeur de la Fédération française de rugby sur la liste menée par le président sortant Florian Grill. La liste Ovale Ensemble l'emporte avec 67,22 % des voix et Ariane Van Ghelue intègre le comité d'orientation politique, nouvel organe de direction de la FFR, ainsi eu le bureu stratégique en tant que vice-présidente chargé du haut-niveau féminin.

## Palmarès

### En club
- Vainqueur du Championnat de France féminin en 2023 avec le Stade bordelais.